# Ultras

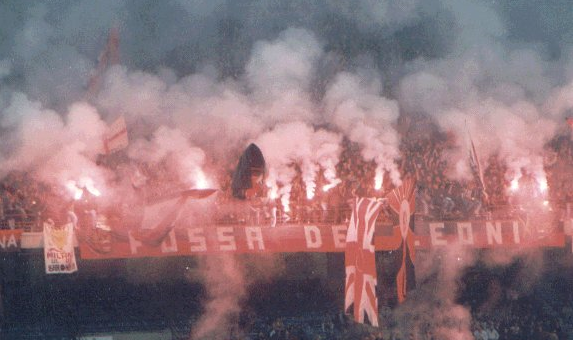
La Fossa dei Leoni, storico gruppo ultras del Milan

L'ultras o ultrà è un tifoso fanatico di una società sportiva, generalmente appartenente ad un gruppo organizzato. Il fenomeno interessa gli sport di squadra come il calcio, la pallacanestro, la pallanuoto e l'hockey.

## Etimologia
Il vocabolo deriva dal prefisso latino ultra, con il significato di "oltre", "più in là". In un secondo tempo, nella Francia rivoluzionaria era impiegato come abbreviazione di termini quali ultrarévolutionnaire, ultrapatriote ecc., che designavano gli oltranzisti politici. Durante la Restaurazione si diffuse ultraroyaliste, cioè "ultra realista" in riferimento ai sostenitori irriducibili della monarchia assoluta, mentre dalla metà del XX secolo ultra ha assunto in francese il significato di nazionalista intransigente. In italiano, nell'adattamento ultrà, ha iniziato a coprire il significato di estremista politico e poi è passato a denominare il tifoso calcistico accanito affiliato ad un gruppo organizzato, autore di episodi di violenza e che segue regolarmente la propria squadra dai settori popolari dello stadio.

## Caratteristiche
L’ultras è un sostenitore di una squadra sportiva che si caratterizza per l’appartenenza ad un gruppo organizzato di tifosi, avente come obiettivo quello di influire sull’esito della gara attraverso il sostegno vocale e scenografico; oltre al perseguimento del primato sul campo e sugli spalti, l’ultras punta ad ottenere anche la supremazia ricorrendo alla violenza fisica. Nel gruppo ultras sono presenti un senso di identità e comunità veicolati da attività simboliche peculiari, quali l’organizzazione di trasferte, l’allestimento di scenografie (dette "coreografie"), la partecipazione alle riunioni decisionali, la produzione di materiali per il tifo, gadget, strumenti di comunicazione e dall'organizzazione di eventi anche a scopo benefico. Per l’ultras questo ruolo dinamico diviene un modo di vivere quotidiano, oltre che uno stile comportamentale dentro e fuori lo stadio.
Tale modello comportamentale, estesosi anche al genere femminile, è imperniato sull’indipendenza e autogestione dei gruppi nell’organizzazione delle varie attività, fattore che rinsalda il senso di appartenenza dei membri del gruppo. In esso sono presenti codici, regole e principi di vita, compresi quelli riguardanti il ricorso alla violenza (ad esempio: si affrontano solo gruppi omologhi, è vietato coinvolgere nei tafferugli persone estranee alla logica ultras, sono disapprovati i saccheggi di pubblici esercizi e i vandalismi gratuiti). Sono definibili come ultras anche alcuni soggetti che incarnano questa identità, ma che invece di essere coinvolti in un gruppo strutturato, agiscono in piccoli nuclei e vivono una forma di aggregazione più informale, oppure individui che per scelta non intendono associarsi ad alcun gruppo costituito.
Principale mezzo di espressione degli ultras sono gli striscioni.

### Differenze con glihooligan
I termini ultras e hooligan sono talvolta impropriamente utilizzati come sinonimi, sebbene questi ultimi si contraddistinguano più che altro per il comportamento segnatamente aggressivo fuori e dentro gli stadi. Prima fra tutte le differenze che spiccano è l'organizzazione dei gruppi ultras, contrapposta alla spontaneità dei nuclei di hooligan (detti crew, mob o firm), meno strutturati, meno coordinati e dunque più difficili da controllare per le forze dell'ordine, in quanto vengono meno quei canali di negoziazione che spesso si creano con gli ultras. Se infatti gli hooligan riconoscono leader e figure di riferimento, sono però privi di quella struttura gerarchica che prevede anche una ripartizione di compiti e incarichi di varia natura caratteristica degli ultras, i quali pianificano collaterali attività di socializzazione mutuate dalla politica, come innesco ad un sempre maggiore coinvolgimento della curva. Anche la mansione del tesseramento attiva nei gruppi ultras, e volta ad incrementare il numero di affiliati, è un aspetto assunto dalla politica inesistente nelle tifoserie hooligan. Tra le formazioni ultras vi è una vivace partecipazione femminile, riconducibile alla matrice controculturale, negata all'interno delle tifoserie britanniche, olandesi e scandinàve. Quanto alle rivalità, gli hooligan considerano come nemiche tutte le tifoserie diverse dalla propria, mentre gli ultras si rivelano ostili solo ad alcune ed anzi con altre creano rapporti di amicizia e di alleanza: in ciò è presente una forma di campanilismo tipicamente italiana. Tra i due modelli cambia anche la componente sociale: se gli hooligan frequentemente appartengono alla classe operaia, gli ultras hanno una componente interclassista.

### Lasottocultura ultras
Il fenomeno ha dato origine anche ad una interpretazione specifica: i gruppi ultras sono considerati come subcultura dalla sociologia. Con questo termine si identifica un gruppo di individui accomunati da un determinato stile di vita, da alcuni vocaboli gergali, dalla diffusione di certi capi d'abbigliamento. Essi hanno dimostrato di avere un proprio sistema di valori e una propria ritualità, oltre ad un peculiare modo di vivere lo stadio che non è lo stesso del tifoso comune. In tal senso possono essere intesi l'utilizzo della violenza contro le tifoserie rivali e l'accettazione di essa secondo codici di comportamento condivisi. Questa sottocultura, in alcuni casi, diventa controcultura, così com'è capitato agli albori del fenomeno ultras tra gli anni sessanta e settanta.

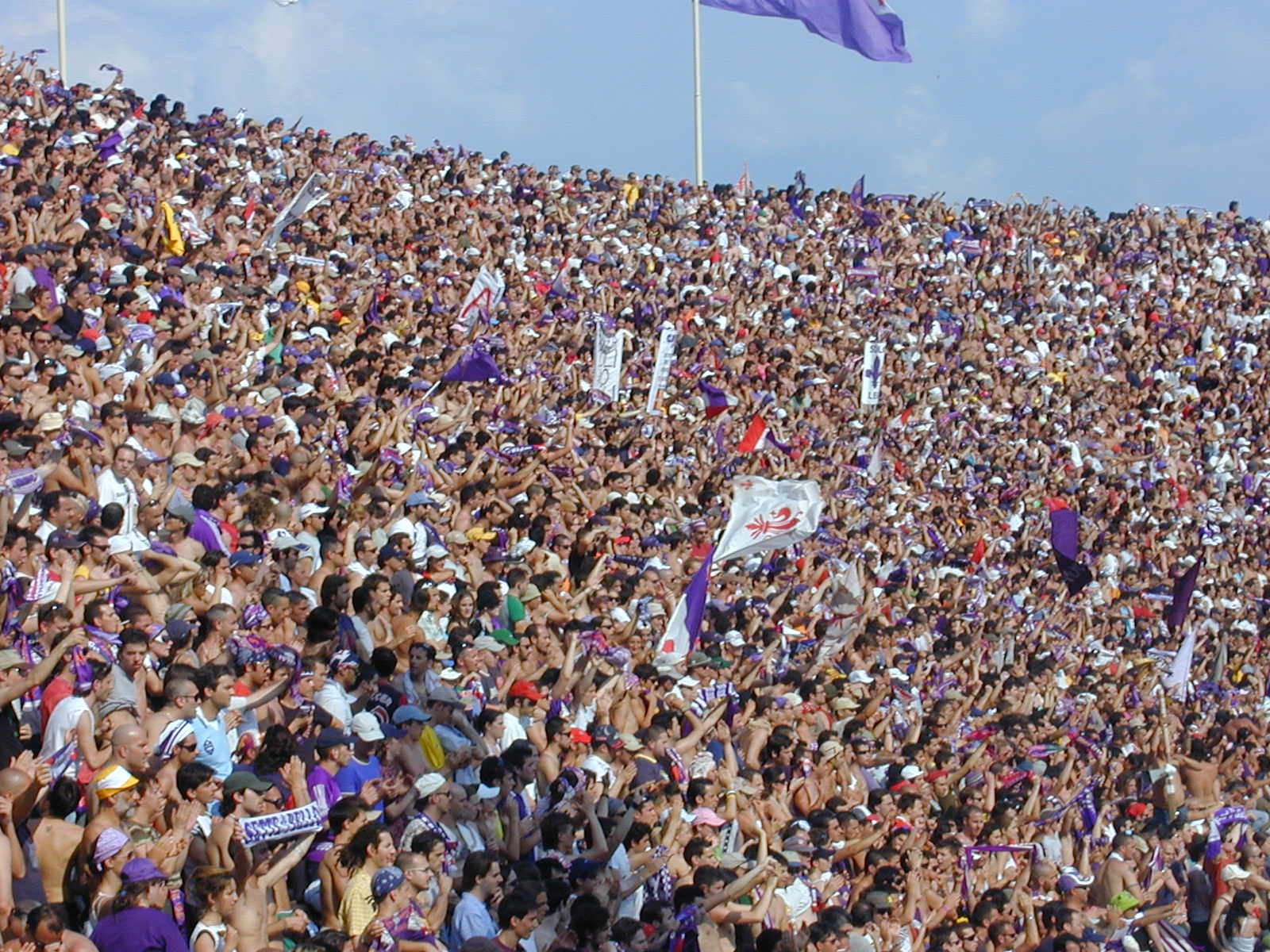
La Curva Fiesole del Franchi, cuore del tifo viola.

### Rivalità e amicizie
Ogni tifoseria o gruppo ultras considera come rivali un certo numero di altre tifoserie di altre squadre. Le rivalità, oltre all'astio e ai tafferugli che ne conseguono, possono avere diversa origine.
Il primo fattore è campanilistico, specialmente in paesi quali Italia e Spagna in cui vi è un forte orgoglio regionalistico o municipalistico. Oltre a tifoserie di squadre della stessa città, è molto comune il confronto fra i tifosi di formazioni provenienti da città vicine o province e regioni confinanti. Vi sono anche storiche rivalità di natura sportiva, sorte come conseguenza ad ingiustizie sportive subite o dopo che due squadre hanno condiviso una sorte simile all'inseguimento dello stesso obiettivo. Forti attriti si possono creare anche fra le tifoserie che sono ispirate da ideologie politiche contrapposte.
Oltre alle rivalità esistono però, come già detto, anche gemellaggi ed amicizie. Il primo gemellaggio tra due tifoserie ultras risale al 6 maggio 1973, tra gli ultras della Sampdoria e dell'Hellas Verona.

## Storia

### Le origini
I primi raggruppamenti di tifosi organizzatisi per intonare canti, partecipare a trasferte collettive e intimidire avversari e arbitri, denominati crank dalla stampa, si fanno notare negli stadi statunitensi del baseball tra gli ultimi due decenni del XIX secolo e i primi del XX secolo. Il fenomeno del tifo calcistico violento invece fa la sua comparsa tra il 1880 e il 1885 nel Regno Unito, quando la polizia rileva tafferugli e rinviene persino armi improprie in alcuni impianti sportivi, ipotizzando la premeditazione di certi atti; nel 1889 in un verbale poliziesco viene utilizzato per la prima volta il termine in lingua inglese hooliganism. In Italia il primo gruppo di tifosi organizzati si segnala nel 1931 a Firenze, quando alcuni sostenitori della Fiorentina istituiscono formalmente l'Ordine del Marzocco che, forte di un ampio seguito, compone inni, distribuisce bandiere e materiale scenografico e allestisce treni speciali per seguire la squadra in trasferta. L'anno successivo, all'interno della tifoseria della Lazio, si costituisce un'associazione di tifosi organizzata e gerarchizzata, la Paranza Aquilotti, che in occasione del derby di Roma di quell'anno allestisce una scenografia allo Stadio Nazionale. Successivamente il fenomeno esplode negli anni cinquanta quando i primi tifosi di squadre di calcio iniziano a riunirsi in gruppo, a Roma, con l'Associazione Tifosi Giallorossi "Attilio Ferraris" e i Circoli Biancocelesti 1951, e a Torino con i Fedelissimi Granata 1951. Contemporaneamente, in Gran Bretagna, il termine hooliganism viene riscoperto ed applicato in riferimento alle bande afferenti a subculture giovanili ribelli protagoniste di violenza e atti vandalici, come skinhead, herbert e rude boy, che presto si mescolano con le tifoserie calcistiche: il sostantivo hooligan viene così ad essere applicato sempre più frequentemente al tifoso calcistico violento. In Italia alcuni di questi stili si rafforzano in concomitanza con il movimento del Sessantotto, un'esperienza alla base della creazione di gruppi giovanili di strada all'interno dei quali si amalgamano subculture, politica, ribellismo e contrasto al sistema: uno di questi casi è quello degli ultras. Infatti è di quel periodo la costituzione dei primi gruppi ultras: Commandos Tigre e Fossa dei Leoni del Milan, rispettivamente nel 1967 e 1968, seguiti dagli Ultras Tito Cucchiaroni della Sampdoria, dagli Ultras Granata del Torino, e dai Boys - Furie Nerazzurre dell'Internazionale Milano nel 1969. Nello stesso anno i tifosi della Casertana, non ancora definibili come ultras, danno vita ad un'insurrezione denominata dai mass media la rivolta del pallone.
Queste nuove strutture aggregative iniziano dunque a svilupparsi intorno alle grandi squadre dell'epoca: coinvolti sono per lo più adolescenti che prendono posto nei settori popolari degli stadi alla ricerca di una visibilità ed un protagonismo collettivi, espressi attraverso ampi striscioni recanti il nome del gruppo, grandi bandiere, insistente incitamento corale, ed individuali, manifestati attraverso un abbigliamento militante ricco di gadget con i colori della squadra come sciarpe e altri distintivi; si noteranno a breve i primi accenni coreografici. Parallelamente nasce anche la competizione con i gruppi ultras di altre squadre.

### Gli anni 70
(Stefano Greco, Faccetta biancoceleste)
Nel 1971 nascono a Verona le Brigate Gialloblù dell'Hellas Verona, mentre l'anno successivo il fenomeno si estende alle metropoli dell'Italia centro-meridionale con la nascita di Boys e Fedayn della Roma e del Commando Ultrà del Napoli. Dopodiché si propaga nel resto d'Italia anche nelle città di medie e piccole dimensioni, travalicando l'ambito calcistico. In particolare, inizia ad affermarsi nella pallacanestro: nel 1970 viene costituita la Fossa Dei Leoni della Fortitudo Bologna, e nel 1975 l'Inferno Biancorosso della Victoria Libertas Pesaro. 
Lo sviluppo del movimento ultras negli anni settanta coincide con gli anni di piombo, un periodo della storia italiana caratterizzato da lotta armata, violenza di piazza e terrorismo. Cosicché i ragazzi, risentendo del clima di generale violenza e partecipandovi, si abbandonano a veri e propri atti di guerriglia urbana prima, durante e dopo le partite, specie in occasione degli incontri più sentiti e partecipati. Gli effetti e l'influenza della violenza della società dell'epoca sono riscontrabili nei cori da stadio, nell'abbigliamento, nella simbologia riproposta dagli striscioni e dagli stessi nomi dei gruppi, spesso presi in prestito dalle manifestazioni e dai cortei politici. Questo perché parecchi frequentatori delle curve sono soliti partecipare attivamente anche alle manifestazioni politiche: si tratta prevalentemente di esponenti della sinistra extraparlamentare, in particolare di Lotta Continua, che portano sulle gradinate degli stadi una visione antagonista del tifo. Dai movimenti politici giovanili dell'epoca vengono mutuati l'abbigliamento da "guerrigliero metropolitano" in uso tra le formazioni di strada, diversi aspetti organizzativi e controculturali e l'abitudine della riunione settimanale: le attività dei gruppi travalicano la domenica e diventano un impegno che si estende agli altri giorni. L'utilizzo di tamburi, sciarpe, striscioni, trombe, fumogeni colorati e torce di segnalazione, già adottati precedentemente sugli spalti, si intensifica e diventa un elemento caratterizzante le tifoserie organizzate, costituite da giovani e giovanissimi, in maggioranza di età compresa tra i 15 e i 20 anni. Compaiono, come elemento scenico, finte bare e croci per la simulazione dei funerali degli avversari sportivi. A contraddistinguere gli ultras dagli altri sostenitori d'ora in poi sarà l'accostamento di tifo coreografico e violenza sistematica, indotta da chi già l'aveva sperimentata in ambito politico (sia a sinistra che a destra) e nei conflitti tra bande di quartiere. Muta però la forma di violenza negli stadi rispetto al passato: se prima i tifosi si accanivano contro gli arbitri o i pullman delle squadre avversarie ed erano soliti invadere il campo, negli anni settanta esplodono le rivalità geografiche e campanilistiche con un ricorso sempre maggiore all'offesa verbale e allo scontro fisico. Nel corso del decennio, anche nelle curve degli stadi italiani, come in tutti i luoghi di aggregazione giovanile, si radicano la vendita e il consumo di eroina. A metà anni settanta l'influenza del tifo britannico inizia ad ispirare esteticamente gli ultras, complici le immagini televisive e soprattutto i primi viaggi in Inghilterra dei giovani italiani.
Nel 1979 scuote l'opinione pubblica la morte del tifoso della Lazio Vincenzo Paparelli, colpito da un razzo antigrandine autoesplodente lanciato dalla curva occupata dalla tifoseria della Roma prima del derby romano. Non si tratta tuttavia della prima vittima di una partita di calcio in Italia: nel 1963 Giuseppe Plaitano, tifoso della Salernitana, morì colpito da un proiettile. Le pistole erano già state utilizzate dai tifosi almeno nel 1925 in occasione di una controversa finale di campionato tra Bologna e Genoa conosciuta come scudetto delle pistole, mezzo secolo prima della comparsa degli ultras.
Mentre negli anni 70 in Germania si diffonde una "cultura del tifo" ispirata all'hooliganismo britannico, tra la metà del decennio e l'inizio degli anni 80 si assiste anche in Spagna alla nascita delle prime aggregazioni ultras, quali i Biris Norte del Siviglia nel 1975, i Las Banderas dell’Hércules nel 1977, gli Ultras Sur del Real Madrid nel 1980, seguiti dai Boixos Nois del Barcellona, gli Ultras Boys dello Sporting Gijón, la Peña Mújika del Real Sociedad e l'Herri Norte dell’Athletic Bilbao nel 1981.

### Gli anni 80
Tra gli anni 70 e gli anni ottanta in Italia si mettono in evidenza anche formazioni femminili, spesso come sezioni dei gruppi principali. Negli anni 80 gli ultras si segnalano anche nelle serie calcistiche inferiori e prendono piede sempre di più nella pallacanestro: il fenomeno esplode e diventa di massa, con i gruppi che registrano una grande quantità di tesserati. Aumenta di conseguenza la presenza in trasferta e per animare le partite vengono realizzate vere e proprie scenografie sempre più spettacolari, abitualmente dette coreografie. La loro realizzazione diventa un punto qualificante per le tifoserie e tra di esse si accende la sfida per la messa in scena di quelle più notevoli attraverso bandierine, palloncini, teli e giochi pirotecnici, enfatizzando così la creatività e la grandiosità delle curve. Il miglioramento estetico è possibile grazie all'autofinanziamento dei gruppi, numericamente forti. Si moltiplicano anche i gruppi e di conseguenza gli striscioni che danno loro visibilità, mentre alcune delle formazioni più longeve iniziano a frammentarsi per opera di una nuova generazione attratta dall'estetica e dalla violenza più che dall'esperienza collettiva caratterizzante il movimento nel decennio precedente; in conseguenza di ciò le tifoserie diventano meno controllabili, salta il preesistente autocontrollo interno alle curve ed aumenta la frequenza degli scontri. Nei tafferugli si diffonde l'uso delle armi da taglio, soprattutto tra gli ultras di alcune squadre metropolitane. 
Il decennio si caratterizza per diversi gravi episodi di violenza, spesso luttuosi. Nel 1982 Andrea Vitone, quattordicenne tifoso della Roma, al ritorno da una trasferta, soffoca sul treno dove era scoppiato un incendio causato da un petardo. Sorte analoga tocca ad un altro romanista, Paolo Caroli, quattro anni più tardi. Stefano Furlan, estraneo ai tafferugli del derby di Coppa Italia tra Triestina e Udinese del 1984, muore per le manganellate della polizia. Lo stesso anno muore anche Marco Fonghessi, tifoso di Milan e Cremonese, accoltellato da un milanista che lo aveva scambiato per un ultras cremonese poiché indossava i colori di entrambe le squadre. Nel 1988 l'ascolano Nazzareno Filippini perde la vita dopo l'aggressione di alcuni interisti. Nel 1989 Antonio De Falchi, romanista diciottenne, muore d'infarto dopo l'agguato di un gruppo di milanisti. Due domeniche dopo, il quattordicenne Ivan Dall'Olio, sostenitore del Bologna, viene sfigurato da una molotov lanciata da un ultras della Fiorentina, anch'egli minorenne, contro il treno sul quale viaggiava parte della tifoseria emiliana. Lo stesso anno il governo italiano introduce il Daspo (acronimo di Divieto di Accedere alle manifestazioni SPOrtive) per contrastare la violenza intorno agli incontri sportivi.
È inoltre in quest'epoca che si tiene il primo raduno tra ultras di diverse squadre, incontratisi a Cosenza nel 1985.
Sul finire del decennio diventa comune accompagnare l'evento calcistico al consumo di droghe leggere, fattore visibile anche attraverso la simbologia presente su bandiere e striscioni dei gruppi.
Contemporaneamente, il modello del tifo organizzato italiano si espande decisamente in tutto il resto d'Europa, soprattutto tra i paesi latini (Francia, Spagna e Portogallo), dell'Europa Centrale (Svizzera, Austria e Germania), e tra le repubbliche dell'ex-Jugoslavia (Slovenia, Croazia, Bosnia ed Erzegovina e Serbia).

### Gli anni 90
In Jugoslavia, dove il fenomeno ultras si era diffuso negli anni 80, gli episodi di violenza verificatisi in occasione di una partita di calcio disputata a maggio del 1990 sono considerati prodromici della guerra civile scoppiata l’anno successivo. Si tratta degli scontri tra le tifoserie di Dinamo Zagabria e Stella Rossa di Belgrado allo stadio Maksimir di Zagabria. Tra i croati Bad Blue Boys della Dinamo e i serbi Delije della Stella Rossa si sfogano le tensioni nazionalistiche che stavano minando la federazione jugoslava. Non a caso, a sostenere i Bad Blue Boys accorrono la Torcida dell’Hajduk Spalato e gli ultras dell’HNK Fiume, che seppur acerrimi rivali della Dinamo, intendevano opporsi alla presenza serba nella capitale della Repubblica Socialista di Croazia.
Successivamente, nel corso del decennio, all’interno delle tifoserie ultras delle principali squadre jugoslave vengono reclutati combattentii per le unità paramilitari, in particolare quella delle Tigri serbe costituita da Željko Ražnatović, noto come Arkan, autore di numerosi crimini di guerra, che attingeva ai Delije della Stella Rossa. Tra i primi ad arruolarsi nelle milizie croate vi sono invece gli ultras spalatini.
Negli anni 90 la popolarità del movimento ultras italiano è al suo apice: le scenografie sempre più spettacolari e complesse vengono spesso immortalate dai media e questa forma di tifo diventa fonte d’ispirazione tra i sostenitori calcistici di Irlanda (ultras non violento o politico, tutto per il club), Scozia, Paesi Bassi e Germania. Con l'aumento dell'interesse verso il calcio in Canada, Stati Uniti e Australia sorgono i primi gruppi di tifosi organizzatisi secondo criteri, almeno esteticamente, ispirati agli ultras italiani ed europei. Lo stile coreografico italiano diventa così un punto di riferimento a livello mondiale. Negli stadi di tutta Europa gli ultras diventano sempre più i veri protagonisti.
Nonostante ciò, inizia in Italia una crisi del movimento che porta a radicali cambiamenti nelle forme di aggregazione e nella tipologia di incidenti. Il Daspo introdotto nel 1989 non limita le violenze e nei cinque anni successivi aumentano i tafferugli, così ad ogni delitto da stadio il governo italiano reagisce emanando nuove leggi sempre più restrittive nei confronti degli ultras: sarà una costante per tutto il decennio. Nel 1991 la repressione poliziesca convince i leader delle Brigate Gialloblù dell’Hellas Verona a decretare lo scioglimento del gruppo, seguito dai restanti della curva scaligera. I veronesi cambiano modo di tifare, adottando per primi lo stile cosiddetto all’inglese che si contraddistingue per maggiori spontaneità ed informalità. Si avvia così una rottura dei consolidati paradigmi ultras, sia a livello preparatorio che estetico, dando vita ad un tifo prevalentemente vocale in cui spicca l’assenza di organizzazione di trasferte e cortei, simboli, gadget dei gruppi, tamburi, scenografie pianificate e striscioni, sostituiti da stendardi a due aste. In seguito, viene sciolta la Fossa dei Grifoni del Genoa a causa del rigore della polizia e di un mutato clima negli stadi. Da quel momento si registra la dissoluzione di varie affermate compagini ultras che iniziano a conformarsi allo stile inglese, come quella padovana. Si afferma anche un tifo “misto”, che ad un’organizzazione tipica del modello ultras italiano, ancora visibile sotto il profilo scenografico, unisce gli stendardi e i cori incessanti di stampo britannico, come nel caso degli Irriducibili della Lazio.
L’aggregazione veicolata dai gruppi di massa viene meno in particolare per sfuggire all’intenso controllo poliziesco e dunque nascono gruppi numericamente contenuti i cui membri rinsaldano i propri legami in base ad una serie di valori ed idee, anche politiche, che li accomunano. Questa frantumazione delle curve poco alla volta favorirà il fenomeno casual, anch'esso di origine britannica. Al contempo si nota un aumento di episodi razzisti e si mettono in luce nuove formazioni schierate politicamente all’estrema destra.
Nel 1993 Celestino Colombi, un passante che transita nei pressi dello stadio di Bergamo, muore d’infarto al termine di Atalanta-Roma: ad essergli fatale è una carica della polizia nella quale è accidentalmente coinvolto seppur estraneo all’evento sportivo. L’accaduto porta ad una presa di coscienza di molte tifoserie, che reagiscono esponendo lo stesso striscione di protesta. Una vera collaborazione tra gruppi, divisi tra rivalità geografiche, sportive e politiche è ancora difficile da concretizzarsi ma un importante tentativo di autoregolamentezione del movimento si avrà con il raduno nazionale al quale partecipano circa tremila persone in rappresentanza di 38 tifoserie, organizzato a Genova, dopo l’omicidio di Vincenzo Spagnolo, genoano ucciso a coltellate da un milanista il 29 gennaio 1995. Da un documento conclusivo emerge una condanna all'utilizzo di armi da taglio durante gli scontri e alle aggressioni di molti a danni di pochi, auspicando un ritorno ai vecchi codici di comportamento ultras.
Tuttavia, con l’inasprimento delle misure repressive da parte dello Stato italiano aumentano parallelamente gli scontri tra tifoserie e forze dell’ordine.

### Anni 2000
Negli anni 2000 i gruppi ultras hanno continuato a rappresentare una delle componenti più importanti del mondo del calcio, avendo a loro disposizione sedi e diffondendo le loro comunicazioni attraverso siti web, social network e libri, riviste autoprodotte (le fanzine). In risposta alla radicale trasfigurazione commerciale del mondo del calcio iniziata nei primi anni '90 e che ha portato allo stravolgimento degli abituali orari delle partite in base alle esigenze delle pay-tv ed al forte aumento del costo dei biglietti dello stadio, gran parte del movimento ultras italiano ha dato vita a una serie di iniziative di protesta. È in questo decennio che, di pari passo con la dura repressione legislativa avviata dallo Stato italiano già nella seconda metà degli anni 90, si intensifica la violenza ultras contro le istituzioni, in particolare contro la polizia.
Nel 2004, in occasione dell'Campionato europeo di calcio, si crea un gruppo di ultras che segue attivamente la Nazionale di calcio italiana, i cosiddetti Ultras Italia, sul modello di quanto avviene già dagli anni ottanta in altre nazioni (quali Inghilterra, Germania, Paesi Bassi). Quasi tutti gli appartenenti risultano ideologicamente vicini all'estrema destra, sebbene i rapporti della Digos neghino un'identificazione diretta con gruppi politici. L'organizzazione prevede l'esposizione allo stadio di stendardi tricolori riportanti il nome della città di provenienza e l'assenza di una leadership ben definita, a differenza di quanto avviene nei gruppi di club. Il gruppo assurge alle cronache in Bulgaria nel 2008 a causa degli scontri con gli hooligan bulgari e dell'ostentazione dell'ideologia fascista. Negli anni successivi gli Ultras Italia si renderanno ancora protagonisti di altri episodi di violenza e discriminazione.
Dopo la morte dell'ispettore Filippo Raciti, durante gli scontri tra catanesi e polizia avvenuti in Catania-Palermo del 2 febbraio 2007, vi è stato un ulteriore inasprimento delle misure di controllo e repressione del tifo organizzato. La nuova legge "anti-ultras" ha stravolto ancora una volta il mondo delle curve italiane. È stata vietata, in realtà con una semplice direttiva dell'Osservatorio Nazionale sulle Manifestazioni Sportive, l'introduzione di striscioni, di qualsiasi tipo e dimensione, senza autorizzazione; sono state inasprite le pene per tutti i reati da stadio, comprese quelle per l'utilizzo di fumogeni e petardi (con possibilità di arresto per gli utilizzatori). Da allora, inoltre, il Daspo può essere anche preventivo (cioè un soggetto che ha tenuto un comportamento pericoloso per la sicurezza pubblica, ancorché non costituente reato, può comunque essere sottoposto a Daspo) e molte altre norme repressive.

## Il rapporto con la politica
I primi gruppi ultras sono sorti tra la fine degli anni '60 e l'inizio del decennio successivo, periodo in cui i giovani esprimevano una forte partecipazione attiva alla vita politica, spesso in forme apertamente contestatarie e molto violente. Da allora molte curve e gruppi ultras hanno assunto una precisa connotazione ideologica, quasi sempre votata all'estremismo (sia di sinistra che di destra). Diversi sono anche i gruppi e le intere curve che si dichiarano apolitiche.
Se all'inizio del movimento erano le manifestazioni politiche ad avere avuto un forte impatto sulla creatività degli ultras, tanto che questi portavano allo stadio gli slogan dei cortei, ora avviene un fenomeno inverso. Grazie ad una certa esposizione mediatica e ad un notevole afflusso negli stadi, capita frequentemente che diversi cori scanditi nei cortei politici vengano intonati sulle note di celebri inni da stadio.
L'estremismo politico presente in molte curve, di destra quanto di sinistra, ha portato alla comparsa di striscioni condannati dall'opinione pubblica, dai mezzi di comunicazione e dalle istituzioni poiché riconducibili all'antisemitismo, all'elogio di dittatori quali Adolf Hitler, Benito Mussolini e Stalin, all'apologia di fascismo e nazismo e alla derisione delle vittime dell'olocausto oppure dei massacri delle foibe. In Italia le autorità hanno reagito vietando i messaggi politici sugli striscioni e impedendo la riproduzione di qualsiasi simbolo politico su ogni tipo di vessillo, onde evitare lo scontro fisico tra due tifoserie ideologicamente contrapposte.
Visto il carattere popolare, le curve sono talvolta state viste e strumentalizzate come bacino elettorale.

### La reazione delle istituzioni
A partire dalla fine degli anni '90 in Italia, ma non solo, lo Stato ha introdotto misure volte a reprimere il fenomeno della violenza negli stadi. Ciò nonostante, si sono verificati scontri violenti tra polizia e ultras. In alcuni casi gli ultras di squadre da decenni rivali si sono federate in manifestazioni contro la Polizia. Un esempio è il corteo comune tra milanisti, interisti, atalantini e bresciani dopo la morte di Gabriele Sandri, tifoso laziale ucciso in autostrada da un poliziotto con un colpo di pistola.

### Strumenti di controllo
Una netta accelerazione al processo di contrasto del “fenomeno ultras” è stata data attraverso l'introduzione del Daspo, della cosiddetta Tessera del tifoso e del divieto di trasferta per molte delle partite ritenute a rischio scontri.